# Eidgenössische Volksinitiative «Volkssouveränität statt Behördenpropaganda»
Die eidgenössische Volksinitiative «Volkssouveränität statt Behördenpropaganda» (inoffiziell auch «Maulkorbinitiative» genannt) ist eine in der Abstimmung vom 1. Juni 2008 von Volk und Ständen abgelehnte schweizerische Volksinitiative, die vom Verein Bürger für Bürger am 28. Januar 2003 initiiert worden war. Sie verlangte eine Ergänzung zum Art. 34 der Bundesverfassung, wonach dem Bundesrat und der Bundesverwaltung untersagt werden sollte, ihre Meinung vor Abstimmungen über amtliche Vorlagen und Kampagnen kundzutun. Diese Verfassungsänderung sollte nach Ansicht der Initianten garantieren, dass Abstimmungs- und Wahlergebnisse den freien Willen der Stimmberechtigten zum Ausdruck bilden können.

## Zustandekommen
Der 2002 gegründete Schweizer Verein Bürger für Bürger reichte am 10. Januar 2003 die Unterschriftenliste der Bundeskanzlei zur Vorprüfung vorgelegt. Diese kam am 28. Januar 2003 zum Schluss, dass die Initiative den Gesetzen entspreche, so dass der Verein am 11. Februar 2003 mit der Unterschriftensammlung beginnen konnte. Am 31. August 2004 kam die Initiative mit 106'344 gültigen Unterschriften zustande.

## Haltung der Initianten
Die Initiative sprach sich gegen eine Parteilichkeit des Bundes in zukünftigen Volksabstimmungen aus.
Die behauptete Politik des Bundes, in die Meinungsbildung über die beauftragen Bundesämter «sowie PR- und Werbekampagnen» einzugreifen, verzerrt nach Meinung der Befürworter die Möglichkeit zur freien Meinungsbildung in der Schweiz. Im Gegensatz zum Bund könnten die Initiatoren von Volksabstimmungen kaum «Steuergelder in nahezu beliebiger Höhe ausgeben» um ihre Haltung bekanntzumachen, dadurch würde es keinen fairen Wettbewerb der verschiedenen Positionen geben.

## Haltung von Bundesrat und Bundesversammlung
Der Bundesrat publizierte am 29. Juni 2005 seine Botschaft zur Initiative. Die Bürger hätten das Anrecht, die Haltung der Regierung zu einer Abstimmung zu kennen. Zudem müssten der Bundesrat und die Bundesverwaltung korrigierend eingreifen können, wenn falsche Äusserungen die freie Meinungsbildung gefährden könnten. Aus diesen Gründen empfahl der Bundesrat die Ablehnung der Initiative.
Die beiden Parlamentskammern lehnten die Initiative ab. Der Nationalrat hatte mit 146 zu 48 Stimmen durch eine Gesetzesänderung klare Richtlinien für die Informationstätigkeit verabschiedet, welche auch der Ständerat ohne Gegenstimme verabschiedete. Zuletzt stimmten am 21. Dezember 2007 der Ständerat mit 38 zu 2 Stimmen und der Nationalrat mit 134 zu 61 Stimmen der Botschaft des Bundesrates zu, welcher die Initiative ohne Gegenvorschlag zur Ablehnung empfahl. ab.

## Abstimmungsparolen
Die Eidgenössisch-Demokratische Union, die Schweizerische Volkspartei, die Schweizer Demokraten sowie die AUNS hatten die Ja-Parole beschlossen. Die SP, die CVP, die FDP, die Grünen, die Grünliberalen und andere Parteien sowie die Regierung und Parlament hatten die Nein-Parole ausgerufen.

## Abstimmungsergebnis
Die Volksinitiative kam am 1. Juni 2008 zur Abstimmung und wurde in allen Ständen abgelehnt.
| Kanton                           | Ja      | (% Ja)   | Nein      | (% Nein) | Beteiligung |
| -------------------------------- | ------- | -------- | --------- | -------- | ----------- |
| Zürich                           | 106'106 | (27,8 %) | 275'079   | (72,2 %) | 47,0 %      |
| Bern                             | 65'937  | (23,1 %) | 219'442   | (76,9 %) | 41,3 %      |
| Luzern                           | 29'215  | (26,2 %) | 82'110    | (73,8 %) | 46,9 %      |
| Uri                              | 2'743   | (30,3 %) | 6'299     | (69,7 %) | 36,8 %      |
| Schwyz                           | 17'621  | (40,9 %) | 25'511    | (59,1 %) | 47,6 %      |
| Obwalden                         | 3'381   | (31,0 %) | 7'515     | (69,0 %) | 48,5 %      |
| Nidwalden                        | 4'186   | (32,3 %) | 8'784     | (67,7 %) | 46,1 %      |
| Glarus                           | 2'941   | (31,7 %) | 6'341     | (68,3 %) | 37,0 %      |
| Zug                              | 9'400   | (28,0 %) | 24'194    | (72,0 %) | 48,9 %      |
| Freiburg                         | 14'532  | (20,1 %) | 57'851    | (79,9 %) | 42,5 %      |
| Solothurn                        | 19'605  | (26,3 %) | 54'947    | (73,7 %) | 44,9 %      |
| Basel-Stadt                      | 12'955  | (22,5 %) | 44'640    | (77,5 %) | 52,4 %      |
| Basel-Landschaft                 | 19'042  | (24,5 %) | 58'635    | (75,5 %) | 43,8 %      |
| Schaffhausen                     | 8'693   | (30,8 %) | 19'500    | (69,2 %) | 63,1 %      |
| Appenzell Ausserrhoden           | 4'554   | (28,6 %) | 11'378    | (71,4 %) | 43,7 %      |
| Appenzell Innerrhoden            | 1'249   | (33,7 %) | 2'461     | (66,3 %) | 34,7 %      |
| St. Gallen                       | 37'034  | (31,5 %) | 80'393    | (68,5 %) | 40,3 %      |
| Graubünden                       | 11'283  | (23,1 %) | 37'502    | (76,9 %) | 38,3 %      |
| Aargau                           | 47'739  | (30,8 %) | 102'962   | (69,2 %) | 40,1 %      |
| Thurgau                          | 17'887  | (32,1 %) | 37'852    | (67,9 %) | 37,5 %      |
| Tessin                           | 33'808  | (34,2 %) | 65'022    | (65,8 %) | 50,0 %      |
| Waadt                            | 27'193  | (13,7 %) | 170'688   | (83,3 %) | 51,1 %      |
| Wallis                           | 15'904  | (17,6 %) | 74'302    | (82,4 %) | 47,2 %      |
| Neuenburg                        | 8'211   | (16,2 %) | 42'511    | (83,8 %) | 48,3 %      |
| Genf                             | 16'983  | (14,3 %) | 101'862   | (85,7 %) | 52,6 %      |
| Jura                             | 2'700   | (13,9 %) | 16'703    | (86,1 %) | 40,0 %      |
|                                  |         |          |           |          |             |
| Schweizerische Eidgenossenschaft | 538'882 | (24,8 %) | 1'634'284 | (75,2 %) | 43,8 %      |

## Wortlaut
Die Bundesverfassung vom 18. April 1999 wird wie folgt geändert:
Art 34 Abs. 3 (neu) und 4 (neu)
1. Mit Abschluss der parlamentarischen Beratungen werden die freie Willensbildung und die unverfälschte Stimmabgabe insbesondere wie folgt garantiert:

1. Der Bundesrat, die Angehörigen des obersten Kaders der Bundesverwaltung und die Bundesämter enthalten sich der Informations- und Propagandatätigkeit. Sie enthalten sich insbesondere der Medienauftritte sowie der Teilnahme an Informations- und Abstimmungsveranstaltungen. Davon ausgenommen ist eine einmalige kurze Information an die Bevölkerung durch die Vorsteherin oder den Vorsteher des zuständigen Departements.
2. Der Bund enthält sich jeder Finanzierung, Durchführung und Unterstützung von Informationskampagnen und Abstimmungspropaganda sowie der Produktion, Publikation und Finanzierung von Informations- und Propagandamaterial. Davon ausgenommen ist eine sachliche Broschüre mit den Erläuterungen des Bundesrates an die Stimmberechtigten. Darin sind die befürwortenden und ablehnenden Argumente ausgewogen zu berücksichtigen.
3. Der Abstimmungstermin wird mindestens sechs Monate im Voraus publiziert.
4. Den Stimmberechtigten werden die Abstimmungsvorlagen zusammen mit dem geltenden Text unentgeltlich zur Verfügung gestellt.

1. Das Gesetz ordnet innert zwei Jahren Sanktionen bei Verletzung der politischen Rechte an.